# Cerotinsäure
Cerotinsäure (nach IUPAC Hexacosansäure) ist eine chemische Verbindung aus der Gruppe der gesättigten höheren Fettsäuren. Sie zählt zur Untergruppe der Wachssäuren. Der Name ist von lateinisch Cera (= Wachs) abgeleitet. Ihre Salze und Ester heißen systematisch Hexacosanoate.

## Vorkommen
Cerotinsäure kommt mit der längerkettigen Melissinsäure als Cerin im Bienenwachs vor (14–15 %). Dort liegt sie neben zahlreichen Estern langkettiger Säuren und Alkohole in freier Form vor. Weitere Vorkommen gibt es im Carnaubawachs, Montanwachs, Chinawachs und Wollschweiß. Sie kommt auch in verschiedenen Pflanzenlipiden vor.

## Eigenschaften
Cerotinsäure ist ein weißes bis beigefarbenes, kristallines Pulver mit einem Schmelzpunkt bei ca. 88 °C und ist in Wasser praktisch unlöslich.